# Controra (album)
Controra è un album degli Almamegretta.

## Tracce
1. Mamma Non Lo Sa - 3:10
2. Ancora Vivo - 3:44
3. Amaromare - 3:57
4. Custodiscimi - 4:09
5. ‘Na Bella Vita - 3:54
6. Controra - 5:23
7. La Cina è Vicina
8. Disco Biscuits - 4:28
9. Onda Che vai - 3:35
10. The Follower - 4:36
11. Pane Vino E Casa - 4:05

## Classifiche
| Classifica (2013) | Posizione |
| ----------------- | --------- |
| Italia            | 63        |